# Lysandra cuencana
Lysandra cuencana är en fjärilsart som beskrevs av Ruggero Verity 1927. Lysandra cuencana ingår i släktet Lysandra och familjen juvelvingar. Inga underarter finns listade i Catalogue of Life.